# Breschterbaach
Breschterbaach är ett vattendrag i Luxemburg.   Det ligger i distriktet Diekirch, i den västra delen av landet, 27 kilometer nordväst om huvudstaden Luxemburg.
Omgivningarna runt Breschterbaach är en mosaik av jordbruksmark och naturlig växtlighet. Runt Breschterbaach är det ganska tätbefolkat, med 60 invånare per kvadratkilometer.